# Hundred Reasons
Gli Hundred Reasons sono un gruppo indie rock britannico, originario del Surrey,  formatosi a cavallo tra il 1999 e il 2000. Attualmente la band è composta da Colin Doran (voce), Larry Hibbitt (voce e chitarra), Ben Doyle (chitarra), Andy Bews (batteria) e Andy Gilmour (basso).
Tra le principali influenze degli Hundred Reasons (da cui si può facilmente riconoscere il sound) vi sono Pearl Jam, Soundgarden, U2, Buzzcocks, Oasis, At the Drive-In, Nirvana, Fugazi, Hüsker Dü e Manic Street Preachers.

## Storia
Il loro album di debutto Ideas Above Our Station ha raggiunto la posizione numero 6 nella UK Album Chart, conquistato parecchie Top 40 singles chart e da allora è andato in oro, vendendo oltre 118 000 copie entro la metà del 2002. La band ha anche ampiamente tenuto tour in tutta Europa e in Giappone. Sono riusciti a vendere più di 58 000 copie del secondo album Shatterproof Is Not a Challenge, che sono stati segnati alla Sony BMG, nel giugno 2004.
Gli Hundred Reasons hanno firmato un contratto con la V2 Records nel settembre del 2005. Il loro terzo album Kill Your Own, con funzioni di produzione gestite dal chitarrista Larry Hibbitt, è stato pubblicato il 20 marzo del 2006, e fino ad ora ha venduto più di 28 000 copie in tutto il mondo. La band ha tenuto un tour in Regno Unito nel mese di marzo 2006 e ha trascorso l'estate suonando a diversi festival, tra cui a Reading e a Leeds, un tour in Europa e in Giappone. Il loro tour per l'ottobre del 2006 è stato rinviato a causa del cantante Colin Doran che soffre di laringite. Fu poi spostato per il mese di gennaio 2007.
Il 9 agosto 2006, è stato annunciato sul sito ufficiale della band che il chitarrista e cantante Paul Townsend avrebbe lasciato la band in seguito ad un loro tour del Giappone nei primi giorni di settembre. La dipartita è stato dichiarata "totalmente amichevole". Ben Doyle di The Lucky Nine ha aderito al gruppo come chitarrista.
Il quarto album della band, intitolato Quick The Word, Sharp The Action, è stato registrato a Riga, in Lettonia tra il febbraio e l'aprile del 2007, ed è stato commercializzato il 15 ottobre, anche su V2 Records.
Il primo singolo da Quick The Word, Sharp The Action è stato No Way Back, che è stato reso disponibile gratis su iTunes come canzone della settimana durante la settimana della pubblicazione dell'album. I previsti B-sides, Punctuality's Greatest Enemy  e The Shredder (Astrocharger Mix) sono stati diffusi gratuitamente sul sito web della band.
Gli Hundred Reasons hanno intrapreso un tour nel mese di ottobre 2007, come supporter per gli Enter Shikari, con il tentativo di introdurre la banda di giovani appassionati di musica per avere familiarità con la musica di questo genere. Il tour nel Regno Unito e Benelux, e in Germania è stato anche annunciato per il mese di gennaio 2008.

## Formazione

### Formazione attuale
- Colin Doran - voce
- Larry Hibbitt - voce e chitarra
- Ben Doyle - chitarra
- Andy Gilmour - basso
- Andy Bews - batteria

### Ex componenti
- Paul Townsend - chitarra

## Discografia

### Album di Studio
- 2002 - Ideas Above Our Station
- 2004 - Shatterproof Is Not a Challenge
- 2006 - Kill Your Own
- 2007 - Quick the Word, Sharp the Action

### Live
- 2005 - Live at Freakscene

### Singoli ed Ep
- EP One (2000) EP
- EP Two (2001) EP
- EP Three (2001) EP
- Split with Garrison (2001) EP
- Lamps Collapsing (2002)
- If I Could (2002)
- Silver (2002)
- Falter (2002)
- The Great Test (2003)
- What You Get (2004)
- How Soon Is Now? (2004)
- Kill Your Own (2006)
- The Perfect Gift (2006)
- The Chance/Live Fast, Die Ugly (2006)
- No Way Back (2007)